# Ḩarāmlū
Ḩarāmlū (persiska: حراملو, حَراملو) är en ort i Iran.   Den ligger i provinsen Västazarbaijan, i den nordvästra delen av landet, 700 km nordväst om huvudstaden Teheran. Ḩarāmlū ligger 1 943 meter över havet och antalet invånare är 180.
Terrängen runt Ḩarāmlū är huvudsakligen kuperad, men åt sydost är den platt. Runt Ḩarāmlū är det ganska glesbefolkat, med 39 invånare per kvadratkilometer. Närmaste större samhälle är Seyah Cheshmeh, 12,3 km sydost om Ḩarāmlū. Trakten runt Ḩarāmlū består i huvudsak av gräsmarker.